# 김자영 (골프 선수)
김자영(1991년 3월 18일 ~ )은 대한민국의 골프 선수이다.

## 학력
- 서문여자고등학교 졸업
- 동국대학교 체육교육과 학사

## 수상
- 2011년 대한민국 영상대전 포토제닉상 스포츠부문
- 2012년 우리투자증권 레이디스 챔피언십 우승
- 2012년 두산 매치플레이 챔피언십 우승
- 2012년 SBS투어 히든밸리 여자오픈 우승
- 2012년 볼빅 한국여자프로골프 대상 다승왕
- 2012년 볼빅 한국여자프로골프 대상 MFS골프 인기상
- 2017년 두산매치플레이 챔피언쉽 우승